# Pepys Island
Pepys Island – rzekoma wyspa położona u wybrzeży Ameryki Południowej, w wyniku błędu przez kilkadziesiąt lat umieszczana na mapach.
W połowie 1683 roku bukanierzy angielscy pod wodzą Williama Ambrose Cowleya zdobyli zakotwiczony u brzegów Gwinei duński okręt. Spaliwszy swoją macierzystą jednostkę, pożeglowali na zdobycznym statku, przechrzczonym na Batchelor’s Delight, w stronę Cieśniny Magellana. W styczniu 1684 roku, przepływając przez wody południowego Atlantyku, mieli spostrzec na szerokości 47° ląd. Cowley zapisał tę obserwację w swoim dzienniku, wydanym później drukiem. Redaktor dziennika, William Hacke, ochrzcił nowy ląd mianem Pepys Island, na cześć sekretarza Admiralicji Samuela Pepysa.
Opisany przez Cowleya ląd trafił na mapy, na których figurował aż do 1. połowy XIX wieku. Jego istnienia nigdy jednak nie potwierdzono, na podanej pozycji bezskutecznie poszukiwały go m.in. ekspedycje Edmonda Halleya (1698), George’a Ansona (1740–1744), Johna Byrona (1764), Jamesa Cooka, Louisa Antoine’a de Bougainville’a i Jeana-François de La Pérouse. Najprawdopodobniej Cowley oglądał w rzeczywistości brzegi Falklandów, błędnie zapisując ich położenie. Przypuszczenie to potwierdza porównanie dziennika Cowleya z wydaną w 1697 roku relacją innego członka ekspedycji, Williama Dampiera, który wspomina tylko o przepłynięciu w pobliżu Falklandów, podając poprawną ich pozycję.